# Nobius serotinus
Nobius serotinus är en skalbaggsart som beskrevs av Georg Wolfgang Franz Panzer 1799. Nobius serotinus ingår i släktet Nobius och familjen Aphodiidae. Inga underarter finns listade i Catalogue of Life.

## Bildgalleri

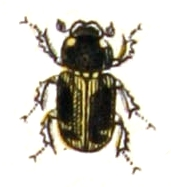